# Parc national de Guindy
Le parc national de Guindy est le plus petit parc national indien. Il est situé dans la ville de Chennai, autour de la résidence officielle du gouverneur de l'État du Tamil Nadu en Inde. C'est une forêt urbaine qui fut autrefois un domaine de chasse des gouverneurs de la Présidence de Madras, sous l'Inde britannique,.
Parmi les espèces fauniques et végétales présentes dans le parc, si certaines, tels que le cerf axis ou chital, ont été potentiellement introduites ou réintroduites à des fins d'agrément, d'autres, tels que l'antilope cervicapre, constituent des reliques de l'écorégion des forêts sempervirentes sèches de l'Est du Deccan (en),. Il est réputé nationalement pour abriter plusieurs espèces de papillons rares que les visiteurs du pays apprécient et recherchent.[réf. nécessaire]